# STS-59
STS-59, voluit Space Transportation System-59, was een spaceshuttlemissie van de Endeavour. Tijdens deze missie waren de Space Radar Laboratory (SRL-1) en de Spaceborne Imaging Radar-C (SIR-C) aan boord en werden gebruikt om de Aarde te bestuderen.

## Bemanning
| Positie            | Lancering                        | Landing                          |                                  |
| ------------------ | -------------------------------- | -------------------------------- | -------------------------------- |
| Bevelhebber        | Sidney Gutierrez 2e ruimtevlucht | Sidney Gutierrez 2e ruimtevlucht |                                  |
| Piloot             | Kevin Chilton 2e ruimtevlucht    | Kevin Chilton 2e ruimtevlucht    |                                  |
| Missiespecialist 1 | Jerome Apt 3e ruimtevlucht       | Jerome Apt 3e ruimtevlucht       |                                  |
| Missiespecialist 2 | Michael Clifford 2e ruimtevlucht | Michael Clifford 2e ruimtevlucht | Michael Clifford 2e ruimtevlucht |
| Missiespecialist 3 | Linda Godwin 2e ruimtevlucht     | Linda Godwin 2e ruimtevlucht     | Linda Godwin 2e ruimtevlucht     |
| Missiespecialist 4 | Thomas Jones 1e ruimtevlucht     | Thomas Jones 1e ruimtevlucht     | Thomas Jones 1e ruimtevlucht     |

## Media

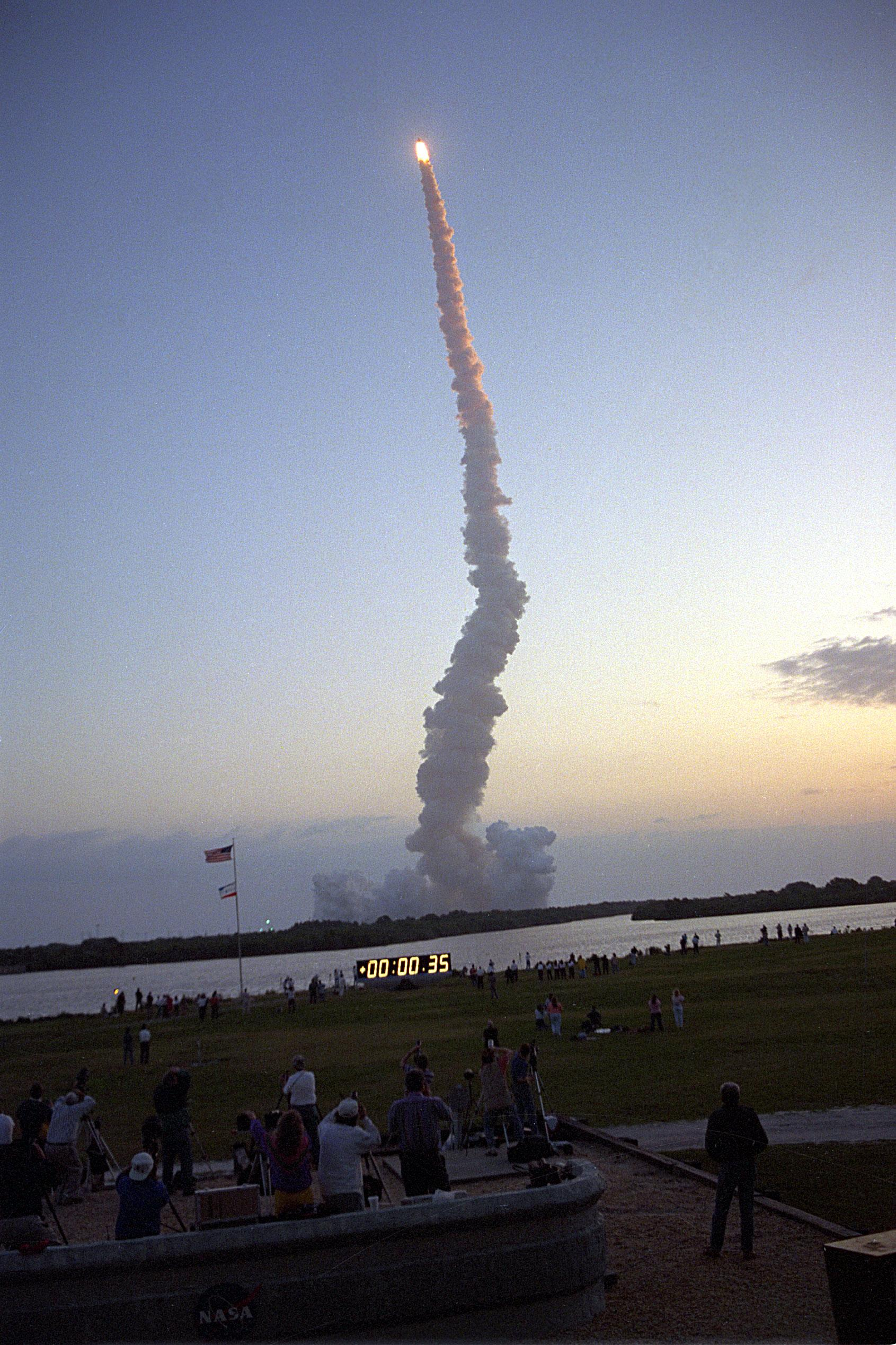
Lancering
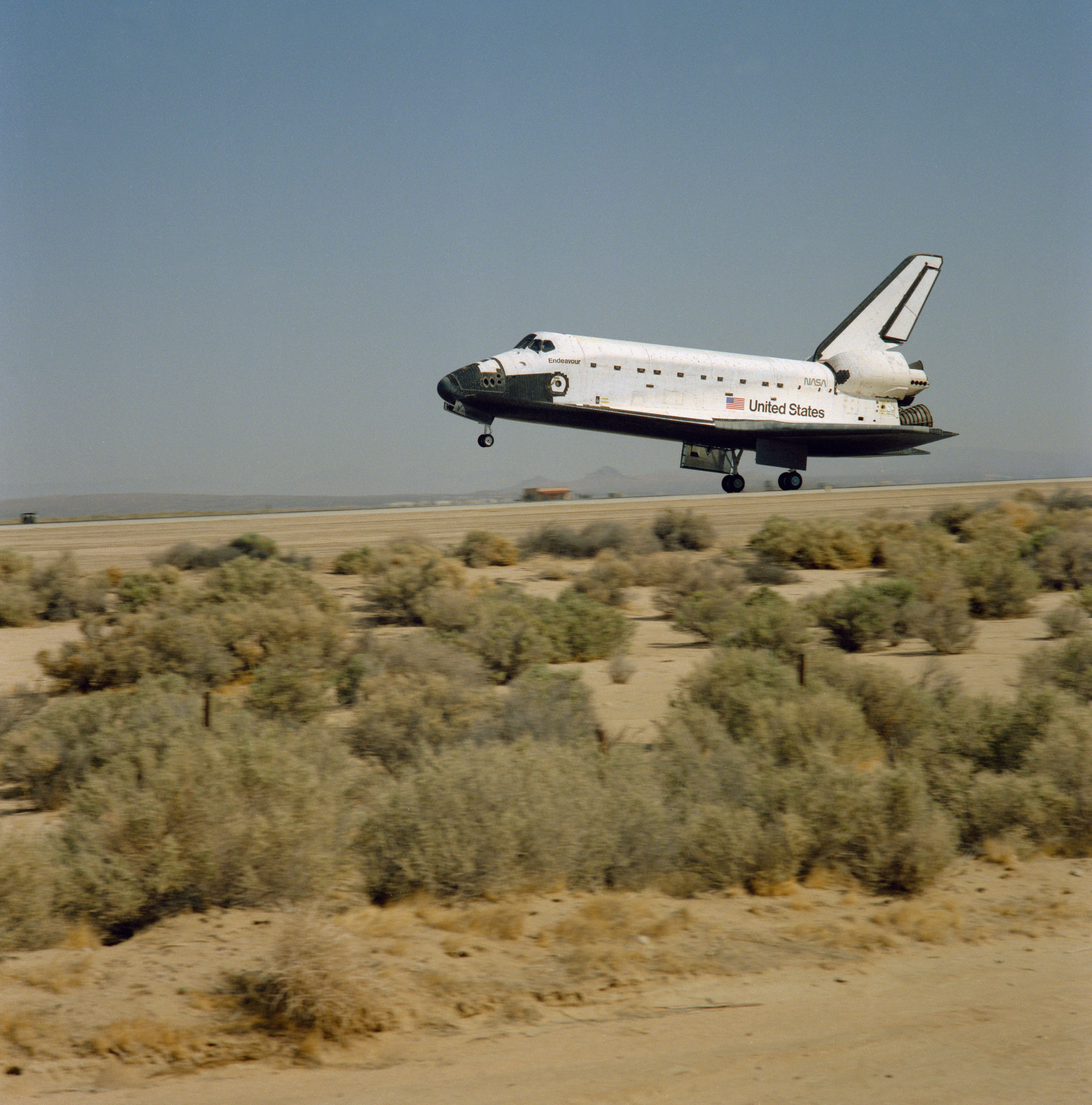
Landing

STS-49 · STS-47 · STS-54 · STS-57 · STS-61 · STS-59 · STS-68 · STS-67 · STS-69 · STS-72 · STS-77 · STS-89 · STS-88 · STS-99 · STS-97 · STS-100 · STS-108 · STS-111 · STS-113 · STS-118 · STS-123 · STS-126 · STS-127 · STS-130 · STS-134